# セネカ語
セネカ語（セネカご、セネカ語: Onödowága、英: Seneca language）は、イロコイ語族に属する言語である。話者はアメリカ合衆国のニューヨーク州西部に居住するセネカ族の人々である。